# Lista monumentelor istorice din județul Mureș - R

Simbol pentru monumentele istorice

Lista monumentelor istorice din județul Mureș - R cuprinde monumentele istorice înscrise în Patrimoniul cultural național al României și aflate în localități ce încep cu litera R din județul Mureș.
Lista completă este menținută și actualizată periodic de către Ministerul Culturii, Cultelor și Patrimoniului Național din România, prin intermediul Institutului Național al Patrimoniului, ultima versiune datând din 2015. Această listă cuprinde și actualizările ulterioare, realizate prin ordin al ministrului culturii.
| Cod LMI                               | Denumire                                                                    | Localitate                      | Localizare                                                                                   | Datare, Creatori                            | Imagine               | Erori             |
| ------------------------------------- | --------------------------------------------------------------------------- | ------------------------------- | -------------------------------------------------------------------------------------------- | ------------------------------------------- | --------------------- | ----------------- |
| MS-I-s-B-15411 (RAN: 114818.01)       | Situl arheologic de la Reghin                                               | municipiul Reghin               | „Dealul bisericii (Kirchberg)” 46.78333°N 24.7°E                                             |                                             | Încarcă foto \| video | Raportează eroare |
| MS-I-m-B-15411.01 (RAN: 114818.01.03) | Așezare                                                                     | municipiul Reghin               | „Dealul bisericii (Kirchberg)” 46.78333°N 24.7°E                                             | sec. IV - V                                 | Încarcă foto \| video | Raportează eroare |
| MS-I-m-B-15411.02 (RAN: 114818.01.01) | Așezare                                                                     | municipiul Reghin               | „Dealul bisericii (Kirchberg)” 46.78333°N 24.7°E                                             | Latène, Cultura geto-dacică                 | Încarcă foto \| video | Raportează eroare |
| MS-I-s-B-15409 (RAN: 115842.01)       | Așezare de epoca bronzului de la Ranta                                      | sat Ranta; comuna Bogata        | promontoriu la SV de sat 46.48333°N 24.1°E                                                   | Epoca bronzului, Cultura Wietenberg         | Încarcă foto \| video | Raportează eroare |
| MS-I-s-B-15410 (RAN: 115842.02)       | Așezarea Latène de la Ranta                                                 | sat Ranta; comuna Bogata        | „Bercul țărcilor”, la E de intravilan 46.475°N 24.09167°E                                    | Latène, Cultura geto-dacică                 | Încarcă foto \| video | Raportează eroare |
| MS-II-a-A-15758                       | Ansamblul urban „Centrul istoric”                                           | municipiul Reghin               | Piața Petru Maior de la nr. 1-55 și str. Mihai Viteazul până la intersecția cu str. Porumbei | sec. XIX - XX                               |                       | Raportează eroare |
| MS-II-a-A-15759                       | Ansamblul urban „Str. Petru Maior”                                          | municipiul Reghin               | Str. Maior Petru de la nr. 4-55                                                              |                                             |                       | Raportează eroare |
| MS-II-a-A-15760                       | Ansamblul urban „Str. Republicii”                                           | municipiul Reghin               | Str. Republicii de la nr. 8-22, 24-32                                                        | sec. XIX                                    | Alte imagini          | Raportează eroare |
| MS-II-a-A-15761                       | Ansamblul bisericii evanghelice                                             | municipiul Reghin               | Str. Călărașilor 1 46.7787°N 24.7036°E                                                       | sec. XIII-XIX                               | Alte imagini          | Raportează eroare |
| MS-II-m-A-15761.01                    | Biserica evanghelică                                                        | municipiul Reghin               | Str. Călărașilor 1 46.77873°N 24.7036°E                                                      | sec. XIII-XIX                               |                       | Raportează eroare |
| MS-II-m-A-15761.02                    | Casa parohială                                                              | municipiul Reghin               | Str. Călărașilor 1 46.77869°N 24.70402°E                                                     | 1670                                        |                       | Raportează eroare |
| MS-II-m-B-15762 (RAN: 114818.04)      | Școala confesională evanghelică, azi școală generală                        | municipiul Reghin               | Str. Călărașilor 1 46.77828°N 24.70363°E                                                     | mijl. sec. XVIII                            | Alte imagini          | Raportează eroare |
| MS-II-m-B-15763                       | Casă                                                                        | municipiul Reghin               | Str. Eminescu Mihai 1                                                                        | mijl. sec. XIX                              |                       | Raportează eroare |
| MS-II-m-B-15764                       | Casă                                                                        | municipiul Reghin               | Str. Eminescu Mihai 5 46.78365°N 24.6998°E                                                   | sec. XIX                                    |                       | Raportează eroare |
| MS-II-m-B-15765                       | Casă                                                                        | municipiul Reghin               | Str. Liliacului 1 46.77674°N 24.69872°E                                                      | sec. XIX                                    | Alte imagini          | Raportează eroare |
| MS-II-m-B-15766                       | Casă                                                                        | municipiul Reghin               | Piața Maior Petru 2 46.77994°N 24.69995°E                                                    | sec. XIX                                    |                       | Raportează eroare |
| MS-II-m-B-15767                       | Casă                                                                        | municipiul Reghin               | Piața Maior Petru 8 46.78073°N 24.69985°E                                                    | sec. XIX                                    |                       | Raportează eroare |
| MS-II-m-B-15768                       | Casă                                                                        | municipiul Reghin               | Piața Maior Petru 10 46.78099°N 24.69988°E                                                   | sec. XIX                                    |                       | Raportează eroare |
| MS-II-m-B-15769                       | Casă                                                                        | municipiul Reghin               | Piața Maior Petru 17 46.78208°N 24.70002°E                                                   | sec. XIX                                    |                       | Raportează eroare |
| MS-II-m-B-15770                       | Casă                                                                        | municipiul Reghin               | Piața Maior Petru 34 46.78229°N 24.70211°E                                                   | sec. XIX                                    |                       | Raportează eroare |
| MS-II-m-B-15771                       | Casă                                                                        | municipiul Reghin               | Piața Maior Petru 35 46.78217°N 24.70204°E                                                   | 1856                                        |                       | Raportează eroare |
| MS-II-m-B-15772                       | Casă                                                                        | municipiul Reghin               | Piața Maior Petru 41 46.78143°N 24.70167°E                                                   | sec. XIX                                    |                       | Raportează eroare |
| MS-II-m-B-15773                       | Casa Roesler                                                                | municipiul Reghin               | Piața Maior Petru 55 46.77994°N 24.70062°E                                                   | 1807                                        |                       | Raportează eroare |
| MS-II-m-A-15774 (RAN: 114818.03)      | Biserica de lemn „Sf. Nicolae”                                              | municipiul Reghin               | Str. Măcieșului 5 46.78694°N 24.70714°E                                                      | 1725                                        | Alte imagini          | Raportează eroare |
| MS-II-m-B-15775 (RAN: 114818.02)      | Casă                                                                        | municipiul Reghin               | Str. Mihai Viteazul 95 46.77425°N 24.69371°E                                                 | înc. sec. XIX                               |                       | Raportează eroare |
| MS-II-m-B-15776                       | Casă                                                                        | municipiul Reghin               | Str. Spitalului 1 46.78109°N 24.69939°E                                                      | înc. sec. XX                                |                       | Raportează eroare |
| MS-II-a-A-15777                       | Muzeul Etnografic al Municipiului Reghin                                    | municipiul Reghin               | Str. Vânătorilor 51 46.7865°N 24.7013°E                                                      | clădirea, din 1892, a devenit muzeu în 1959 | Alte imagini          | Raportează eroare |
| MS-II-m-A-15756 (RAN: 118940.01)      | Biserica „Sf. Nicolae”                                                      | sat Răstolița; comuna Răstolița | 322-323, în cimitirul vechi                                                                  | 1750, transf. sec. XIX                      | Alte imagini          | Raportează eroare |
| MS-II-m-B-15757                       | Biserica „Înălțarea Domnului”                                               | sat Râpa de Jos; comuna Vătava  | în cimitirul vechi                                                                           | 1757                                        | Alte imagini          | Raportează eroare |
| MS-II-a-A-15778                       | Ansamblul bisericii reformate                                               | sat Rigmani; comuna Neaua       | 148                                                                                          | sec. XVII-XIX                               | Alte imagini          | Raportează eroare |
| MS-II-m-A-15778.01                    | Biserica reformată                                                          | sat Rigmani; comuna Neaua       | 148                                                                                          | 1667, ref. 1880                             |                       | Raportează eroare |
| MS-II-m-A-15778.02                    | Turn-clopotniță din lemn                                                    | sat Rigmani; comuna Neaua       | 148                                                                                          | 1667                                        |                       | Raportează eroare |
| MS-II-m-A-15779 (RAN: 116849.02)      | Biserica unitariană                                                         | sat Roua; comuna Fântânele      | 166 46.38385°N 24.82505°E                                                                    | sec. XVIII, turn 1723, refaceri sec. XIX    | Alte imagini          | Raportează eroare |
| MS-IV-a-B-16103                       | Cimitirul evreiesc                                                          | municipiul Reghin               | Sub „Pădurea rotundă” 46.78524°N 24.69202°E                                                  | sec. XVIII - XIX                            | Încarcă foto \| video | Raportează eroare |
| MS-IV-m-B-16104                       | Monumentul funerar al lui Florea Bogdan                                     | municipiul Reghin               | în cimitirul ortodox                                                                         | 1960                                        | Încarcă foto \| video | Raportează eroare |
| MS-IV-m-B-16105                       | Monumentul funerar al lui Ariton M. Popa                                    | municipiul Reghin               | în cimitirul ortodox                                                                         | 1946                                        | Încarcă foto \| video | Raportează eroare |
| MS-IV-m-B-16106                       | Mormântul lui Ioan Harsia                                                   | municipiul Reghin               | în cimitirul ortodox                                                                         | 1953                                        | Încarcă foto \| video | Raportează eroare |
| MS-IV-m-B-16107                       | Monumentul funerar al lui Patriciu Barbu                                    | municipiul Reghin               | în cimitirul ortodox                                                                         | 1900                                        | Încarcă foto \| video | Raportează eroare |
| MS-IV-m-B-16108                       | Cavoul lui Vasile Ladislau Pop                                              | municipiul Reghin               | în cimitirul ortodox                                                                         | 1870                                        | Încarcă foto \| video | Raportează eroare |
| MS-IV-m-B-16097                       | Casa în care s-a născut Virgil Onițiu, pedagog, scriitor și istoric literar | municipiul Reghin               | Str. Mihai Viteazul 87 46.77462°N 24.6944°E                                                  | sec. XIX                                    |                       | Raportează eroare |
| MS-IV-m-B-16109                       | Casa în care a funcționat Consiliul Național Român Județean (1912-1919)     | municipiul Reghin               | Str. Spitalului 10 46.7817°N 24.69693°E                                                      | sf. sec. XIX                                | Alte imagini          | Raportează eroare |
| MS-IV-m-B-16102                       | Casa în care a locuit Simion Mândrescu (1868-1917)                          | sat Râpa de Jos; comuna Vătava  |                                                                                              | mijl. sec. XIX                              | Încarcă foto \| video | Raportează eroare |